# 張玉
張玉（1343年—1401年），字世美，河南祥符（今開封市）人，明朝軍事人物，靖難之役將領。諡號忠武。
張玉隨燕王朱棣發動靖難之役，其中多立有戰功，後於東昌之戰中戰死。朱棣稱帝後，以為靖難第一功臣，追贈為榮國公，謚忠顯。明仁宗加封為河間王，改謚忠武，與朱能、王真、姚廣孝等靖難功臣同享成祖廟廷。

## 生平

### 早年经历
張玉曾於元朝做官，任樞密知院，元朝滅亡後，隨元廷逃往漠北。洪武十八年（1385年）投降明朝。洪武二十一年（1388年）於捕魚兒海之戰中立有戰功，因功授濟南衛副千戶，遷安慶衛指揮僉事。洪武二十三年（1390年），张玉随蓝玉征讨远顺、散毛诸洞。洪武二十四年（1391年），张玉驱逐犯境元军，一直追击到鸦寒山，調燕山左護衛。洪武二十六年（1393年），隨從燕王朱棣出塞漠北，征黑松林。因作戰驍勇及擅長出謀畫策而為朱棣所親信。

### 靖難之役
建文元年（1399年）七月，燕王朱棣以靖難為題，起兵造反，張玉率兵奪取燕京九門，三天內控制北平城。燕军南下时，朱棣又采用张玉的计策，命朱能东攻蓟州，杀死守将马宣，又迫降遵化。后来，张玉夺取永平、密云，将所获精锐充实军中，升任都指挥佥事。八月，擔任燕軍前鋒，領兵於半夜襲擊雄縣，時值中秋節，南軍部隊因過節而城防鬆懈，遂破雄縣城。张玉又在月漾桥设伏，生擒前来援救的潘忠、杨松，夺取鄚州。
不久，张玉亲率轻骑窥探耿炳文的军营，返回后对朱棣道：“敌军纪律涣散，应当迅速进击。”朱棣遂率军西进。到达无极后，众将都认为南军兵强，建议驻军新乐。张玉说：“他们兵马虽多，但都是新兵。我军乘胜直趋真定，一定能攻克它。”朱棣喜道：“我倚仗张玉便足以成就大事。”次日，朱棣率军抵达真定，与张玉、谭渊夹击南军，大破耿炳文，生擒左副将军李坚、右副将军宁忠、都督顾成，斩首三万级。不久，张玉又击败安陆侯吴杰，燕军军威大振。九月初，江陰侯吳高率辽东军攻打永平，曹国公李景隆也率军攻打北平。朱棣与张玉定计，先援救永平。这时，吴高已撤军而走。张玉便随朱棣前往大宁，并在两个时辰之内攻破大宁，斩杀都指挥朱鉴，生擒都指挥房宽。十月十九日，朱棣於會州整編軍隊，分立五軍（中前左右後），張玉將領中軍，為五軍之首。此时，李景隆率部围困北平。朱棣便班师返回，在郑村坝大破李景隆，趁胜抵达北平城下。北平守军也鼓噪杀出，内外夹攻，南军溃败。
建文二年（1400年），张玉随朱棣攻破广昌、蔚州、大同。这时，李景隆收集败军，再次来攻。张玉道：“兵贵神速，请让我屯军白沟河，以逸待劳。”他驻扎在河上三日，并以精骑出击，再次大败李景隆。五月，张玉夺取德州，追击南军至济南。但是围城三个月，仍旧不能破城，只得撤军而回。十月，张玉攻破沧州，生擒徐凯。十二月，燕军攻东昌，与盛庸相遇。当时，盛庸背城列阵。朱棣冲击南军左翼，后又冲其中坚，结果被盛庸重重包围。张玉、朱能分别率兵相救，朱棣与朱能会合，乘机突围而出。张玉不知朱棣已被救出，仍在阵中冲杀，最终力竭而死，时年五十八岁。
東昌之戰，燕軍大敗，眾將叩頭請罪，朱棣說：「勝負常事，不足計，恨失玉耳。艱難之際，失吾良輔。」說完痛哭失聲，不能自已。眾將皆泣。建文四年（1402年）六月，朱棣在金陵稱帝，追贈張玉為都指揮同知。九月，追贈榮國公，謚忠顯。洪熙元年（年）三月，明仁宗加封河間王，改謚忠武，並得與東平王朱能、金鄉侯王真、榮國公姚广孝並侑享成祖廟廷。

## 家庭

### 子
- 長子張輔，字文弼，封英國公，追封定兴王。於正統十四年（1449年）土木堡之變中陣亡，享年七十五歲，諡號忠烈。
- 次子張輗，封文安伯，天順六年（1462年）死，諡號忠僖[16]。
- 三子張軏，封太平侯，天順二年（1458年）死，追贈裕國公，謚號勇襄[17]。
- 從子張信，世襲錦衣衛指揮同知。

### 女
- 張氏，即昭懿貴妃。永樂七年（1409年）二月，被冊封為明成祖朱棣之貴妃。

## 延伸阅读
[在维基数据编辑]
 《國朝獻徵錄·卷之五》，出自焦竑《國朝獻徵錄》
 《明史卷一百四十五》，出自《明史》